# 陰陽石 (小林市)

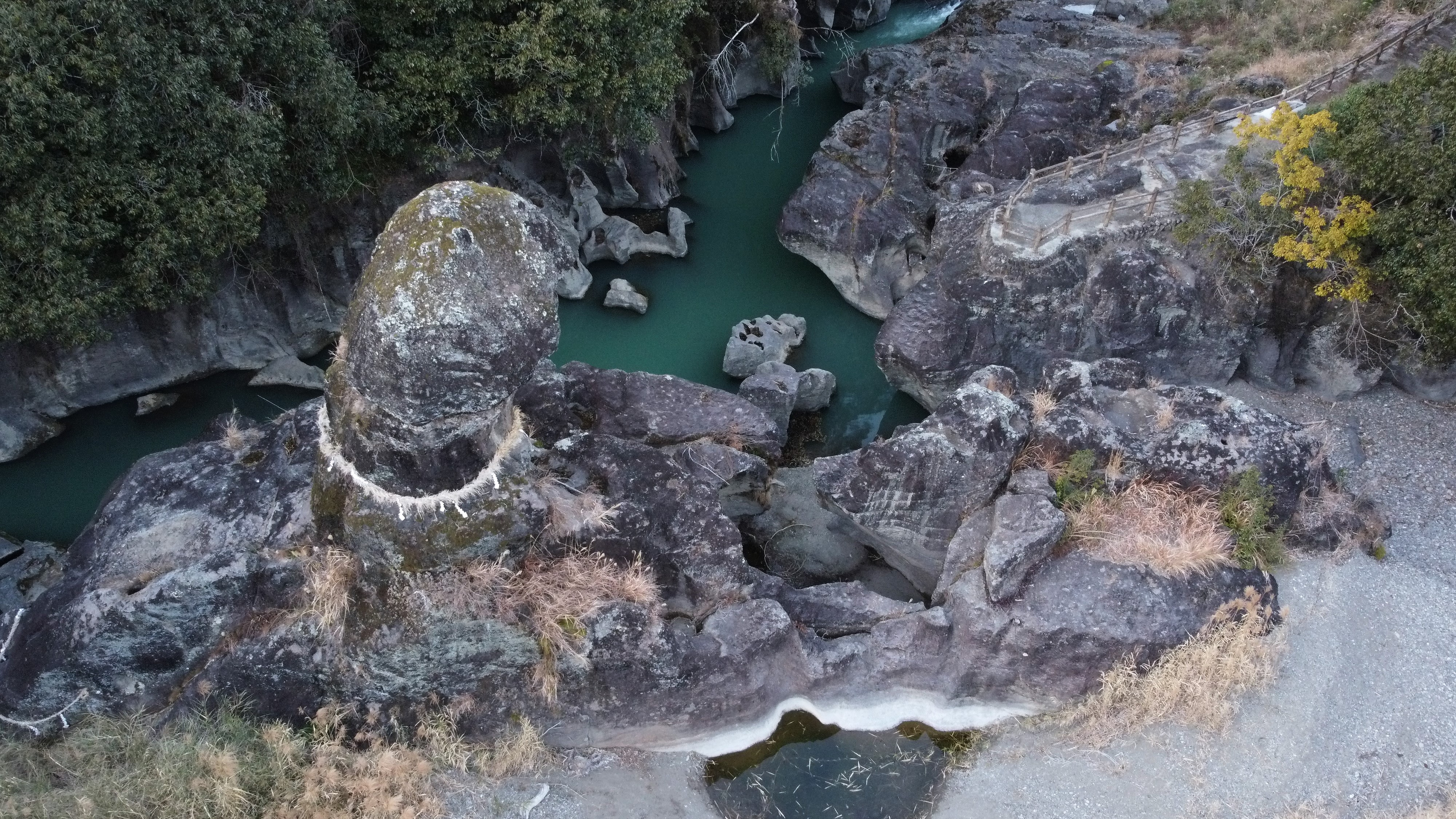
上空より見る陰陽石（陽石と陰石が両方見える。右上に見える手すりに囲まれたところが展望所）

陰陽石（いんようせき）は、宮崎県小林市東方の岩瀬川（浜の瀬川）内にある、加久藤火砕流堆積物により造り出された自然造形の奇岩で、夫婦岩に見える。霧島ジオパークの霧島ジオサイトにもなっている。前宮崎県知事・東国原英夫の発案により、2009年（平成21年）に「宮崎県観光遺産」（自然遺産）　"生命発祥の聖地"
に指定された。

## 概要
岩瀬川三之宮峡の下流に位置する。約33万年前の大噴火で発生した加久藤火砕流により、多量の火山灰や溶岩が堆積、それが川により侵食されて形成された奇岩である。高さ17.5mの男根の形状をした陽石（男石）と、その傍らに周囲5.5mの女陰の形状をした陰石（女石）がある。昇天する竜が美女に見惚れて降りてきたという伝説がある。

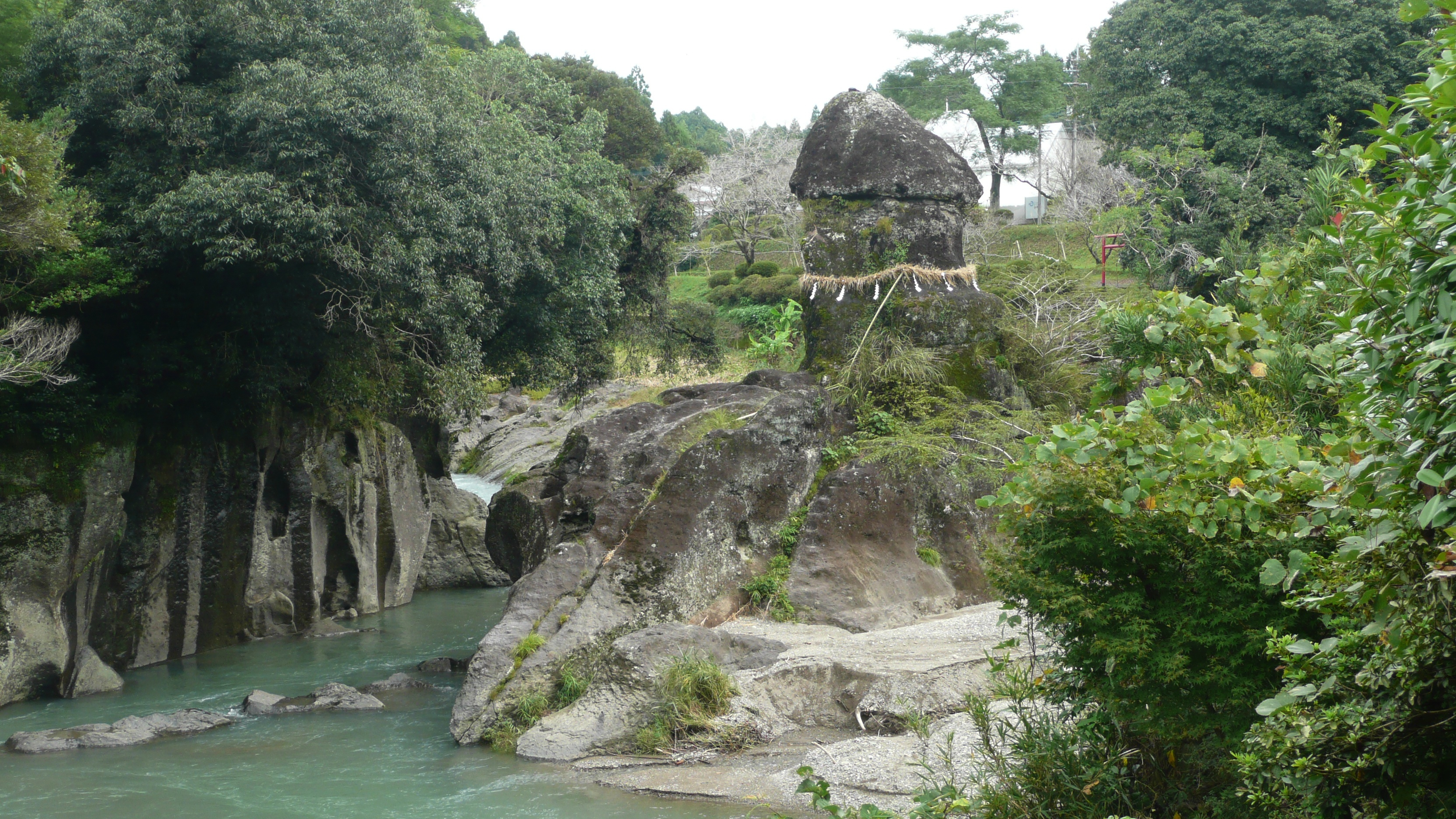
横から見る陰陽石（上部が男石、下部左が女石）

古くから縁結び、子宝及び安産祈願の神として崇められている。しかし観光地として広く知られる様になったのは、1917年（大正6年）に新道が新設されてからである（それまでは畦道を通る以外になかった）。1950年（昭和25年）に小林市営による「浜の瀬荘」が開設され、更に現在、毎年9月23日の秋分の日に開かれる「陰陽石祭り」も行われるようになった。
また1929年（昭和4年）4月、旧制小林中学校 及び、小林高等女学校（県立小林高校の前身）への講演の為に野口雨情が小林を来訪しており、その際に陰陽石にも訪れて後述する歌を詠んでいるが、1951年（昭和26年）にその歌碑が建立されている。
2009年（平成21年）、当時の宮崎県知事東国原英夫の発案により、宮崎県は陰陽石を宮崎県自然遺産"生命発祥の聖地"に選定した。
選定理由:他に類を見ない巨大さと自然の造形の見事さ、また男石・女石の両方が揃っていること。

## 小林郷陰陽石図
慶応3年（1867年）、薩摩藩に仕えた木脇啓四郎が画を描き、関盛長が文を記した『日向国諸県郡小林郷東方村陰陽石図』が刷られている。文言は以下の通り。

## 野口雨情の歌
- 浜の瀬川には二つの奇石　人にゃ言ふなよ語るなよ[4][5]

## 関連人物
- 東国原英夫
- 野口雨情

座標: 北緯32度0分58.87秒 東経131度0分23.17秒 / 北緯32.0163528度 東経131.0064361度